# 장수만세
《장수만세》(長壽萬歲)는 동양방송에서 1973년에 첫 방영된 시청자 참여 오락 프로그램으로, 라디오 방송으로 시작되어 텔레비전으로 이어졌다. 장수 노인과 그 가족들이 출연하여 노래를 부르고 대화를 나누는 방식으로 진행되었다. 경로사상을 바탕으로 하여 전 연령에 오랜 인기를 누렸다. 황인용과 주수광이 사회를 맡았다.

## 방송 시간
| 방송 채널 | 방송 기간                           | 방송 시간                              | 방송 분량  |
| --------- | ----------------------------------- | -------------------------------------- | ---------- |
| TBC-TV    | 1973년 10월 10일 ~ 1973년 12월 12일 | 매주 수요일 밤 8시 ~ 8시 30분          | 30분       |
| TBC-TV    | 1973년 12월 19일                    | 수요일 저녁 7시 15분 ~ 7시 45분        | 30분       |
| TBC-TV    | 1974년 1월 9일 ~ 1974년 1월 30일    | 매주 수요일 저녁 7시 55분 ~ 8시 25분   | 30분       |
| TBC-TV    | 1974년 3월 30일                     | 토요일 낮 1시 5분 ~ 1시 45분           | 40분       |
| TBC-TV    | 1975년 4월 9일                      | 수요일 저녁 7시 20분 ~ 8시             | 40분       |
| TBC-TV    | 1975년 4월 20일 ~ 1975년 7월 20일   | 매주 일요일 아침 8시 50분 ~ 9시 30분   | 40분       |
| TBC-TV    | 1977년 10월 9일                     | 매주 일요일 아침 8시 50분 ~ 9시 30분   | 40분       |
| TBC-TV    | 1975년 7월 27일 ~ 1975년 8월 17일   | 매주 일요일 아침 9시 10분 ~ 9시 30분   | 20분       |
| TBC-TV    | 1975년 8월 24일 ~ 1975년 8월 31일   | 매주 일요일 아침 9시 10분 ~ 9시 50분   | 40분       |
| TBC-TV    | 1975년 10월 5일 ~ 1975년 10월 12일  | 매주 일요일 아침 9시 10분 ~ 9시 50분   | 40분       |
| TBC-TV    | 1975년 9월 7일                      | 매주 일요일 아침 10시 15분 ~ 10시 55분 | 40분       |
| TBC-TV    | 1975년 9월 14일                     | 매주 일요일 아침 9시 ~ 9시 40분        | 40분       |
| TBC-TV    | 1980년 7월 6일                      | 매주 일요일 아침 9시 ~ 9시 40분        | 40분       |
| TBC-TV    | 1975년 9월 21일 ~ 1975년 8월 31일   | 매주 일요일 아침 10시 15분 ~ 10시 55분 | 40분       |
| TBC-TV    | 1975년 9월 28일                     | 일요일 아침 10시 20분 ~ 11시           | 40분       |
| TBC-TV    | 1975년 10월 19일 ~ 1975년 10월 26일 | 매주 일요일 아침 9시 10분 ~ 9시 45분   | 35분       |
| TBC-TV    | 1975년 11월 2일 ~ 1975년 12월 21일  | 매주 일요일 아침 9시 15분 ~ 9시 55분   | 40분       |
| TBC-TV    | 1975년 12월 28일                    | 매주 일요일 아침 9시 20분 ~ 10시       | 40분       |
| TBC-TV    | 1976년 1월 11일 ~ 1976년 4월 11일   | 매주 일요일 아침 9시 20분 ~ 10시       | 40분       |
| TBC-TV    | 1977년 10월 2일                     | 매주 일요일 아침 9시 20분 ~ 10시       | 40분       |
| TBC-TV    | 1980년 4월 13일 ~ 1980년 5월 25일   | 매주 일요일 아침 9시 20분 ~ 10시       | 40분       |
| TBC-TV    | 1980년 6월 22일 ~ 1980년 6월 29일   | 매주 일요일 아침 9시 20분 ~ 10시       | 40분       |
| TBC-TV    | 1980년 7월 13일                     | 매주 일요일 아침 9시 20분 ~ 10시       | 40분       |
| TBC-TV    | 1976년 1월 4일                      | 일요일 아침 9시 5분 ~ 9시 55분         | 50분       |
| TBC-TV    | 1977년 4월 10일 ~ 1977년 7월 31일   | 매주 일요일 아침 8시 50분 ~ 9시 30분   | 40분       |
| TBC-TV    | 1977년 10월 9일 ~ 1977년 10월 30일  | 매주 일요일 아침 8시 50분 ~ 9시 30분   | 40분       |
| TBC-TV    | 1977년 8월 7일                      | 매주 일요일 아침 8시 40분 ~ 9시 20분   | 40분       |
| TBC-TV    | 1977년 9월 4일                      | 매주 일요일 아침 8시 40분 ~ 9시 20분   | 40분       |
| TBC-TV    | 1977년 8월 14일                     | 매주 일요일 아침 8시 50분 ~ 9시 40분   | 50분       |
| TBC-TV    | 1977년 8월 21일                     | 매주 일요일 아침 9시 ~ 9시 40분        | 40분       |
| TBC-TV    | 1977년 8월 28일                     | 매주 일요일 아침 9시 ~ 9시 30분        | 30분       |
| TBC-TV    | 1977년 9월 18일                     | 매주 일요일 아침 9시 ~ 9시 30분        | 30분       |
| TBC-TV    | 1977년 9월 11일                     | 매주 일요일 아침 8시 50분 ~ 9시 30분   | 40분       |
| TBC-TV    | 1978년 5월 21일 ~ 1978년 9월 10일   | 매주 일요일 아침 8시 50분 ~ 9시 30분   | 40분       |
| TBC-TV    | 1978년 9월 24일                     | 매주 일요일 아침 8시 50분 ~ 9시 30분   | 40분       |
| TBC-TV    | 1978년 10월 8일                     | 매주 일요일 아침 8시 50분 ~ 9시 30분   | 40분       |
| TBC-TV    | 1978년 11월 26일 ~ 1978년 10월 15일 | 매주 일요일 아침 8시 50분 ~ 9시 30분   | 40분       |
| TBC-TV    | 1977년 9월 25일                     | 매주 일요일 아침 8시 50분 ~ 9시 50분   | 1시간      |
| TBC-TV    | 1978년 4월 23일 ~ 1978년 5월 7일    | 매주 일요일 아침 9시 40분 ~ 10시 20분  | 40분       |
| TBC-TV    | 1978년 5월 14일                     | 매주 일요일 아침 8시 20분 ~ 9시        | 1시간      |
| TBC-TV    | 1978년 9월 17일                     | 매주 일요일 아침 8시 30분 ~ 9시 30분   | 1시간      |
| TBC-TV    | 1978년 10월 1일                     | 매주 일요일 아침 8시 35분 ~ 9시 15분   | 40분       |
| TBC-TV    | 1978년 10월 22일                    | 매주 일요일 아침 9시 30분 ~ 10시 10분  | 40분       |
| TBC-TV    | 1978년 12월 3일 ~ 1979년 4월 1일    | 매주 일요일 아침 9시 30분 ~ 10시 10분  | 40분       |
| TBC-TV    | 1979년 4월 8일 ~ 1979년 7월 15일    | 매주 일요일 아침 9시 40분 ~ 10시 20분  | 40분       |
| TBC-TV    | 1979년 9월 2일 ~ 1979년 10월 28일   | 매주 일요일 아침 9시 40분 ~ 10시 20분  | 40분       |
| TBC-TV    | 1980년 1월 13일                     | 매주 일요일 아침 9시 40분 ~ 10시 20분  | 40분       |
| TBC-TV    | 1979년 7월 22일 ~ 1979년 7월 29일   | 매주 일요일 아침 8시 30분 ~ 9시 10분   | 40분       |
| TBC-TV    | 1979년 8월 12일                     | 매주 일요일 아침 8시 30분 ~ 9시 10분   | 40분       |
| TBC-TV    | 1979년 8월 5일                      | 매주 일요일 아침 8시 30분 ~ 9시        | 30분       |
| TBC-TV    | 1979년 8월 19일                     | 매주 일요일 아침 8시 20분 ~ 9시        | 40분       |
| TBC-TV    | 1979년 8월 26일                     | 매주 일요일 아침 9시 ~ 9시 50분        | 50분       |
| TBC-TV    | 1979년 11월 11일 ~ 1980년 1월 6일   | 매주 일요일 아침 10시 15분 ~ 10시 55분 | 40분       |
| TBC-TV    | 1980년 1월 20일 ~ 1980년 2월 24일   | 매주 일요일 아침 9시 30분 ~ 10시 15분  | 45분       |
| TBC-TV    | 1980년 3월 9일                      | 매주 일요일 아침 9시 30분 ~ 10시 15분  | 45분       |
| TBC-TV    | 1980년 3월 23일 ~ 1980년 3월 30일   | 매주 일요일 아침 9시 30분 ~ 10시 15분  | 45분       |
| TBC-TV    | 1980년 3월 2일                      | 매주 일요일 아침 8시 50분 ~ 9시 35분   | 45분       |
| TBC-TV    | 1980년 3월 16일                     | 매주 일요일 아침 9시 30분 ~ 10시 10분  | 40분       |
| TBC-TV    | 1980년 4월 6일                      | 매주 일요일 아침 9시 30분 ~ 10시 10분  | 40분       |
| TBC-TV    | 1980년 6월 8일                      | 매주 일요일 아침 8시 40분 ~ 9시 20분   | 40분       |
| TBC-TV    | 1980년 6월 15일                     | 매주 일요일 아침 8시 55분 ~ 9시 35분   | 40분       |
| TBC-TV    | 1980년 7월 6일                      | 매주 일요일 아침 8시 55분 ~ 9시 35분   | 40분       |
| TBC-TV    | 1980년 7월 20일                     | 매주 일요일 아침 9시 25분 ~ 10시 5분   | 40분       |
| TBC-TV    | 1980년 8월 3일 ~ 1980년 8월 24일    | 매주 일요일 아침 9시 25분 ~ 10시 5분   | 40분       |
| TBC-TV    | 1980년 7월 27일                     | 매주 일요일 아침 10시 50분 ~ 11시 30분 | 40분       |
| TBC-TV    | 1980년 9월 7일 ~ 1980년 9월 21일    | 매주 일요일 아침 10시 50분 ~ 11시 25분 | 35분       |
| TBC-TV    | 1980년 10월 5일 ~ 1980년 11월 16일  | 매주 일요일 아침 10시 50분 ~ 11시 25분 | 35분       |
| TBC-TV    | 1980년 9월 28일                     | 매주 일요일 낮 11시 35분 ~ 12시 10분   | 35분       |
| TBC-TV    | 1980년 11월 23일                    | 매주 일요일 낮 11시 25분 ~ 12시        | 35분       |
| KBS 1TV   | 1980년 12월 7일 ~ 1980년 12월 28일  | 매주 일요일 아침 9시 50분 ~ 10시 40분  | 50분       |
| KBS 1TV   | 1981년 1월 11일 ~ 1981년 1월 25일   | 매주 일요일 아침 9시 50분 ~ 10시 40분  | 50분       |
| KBS 1TV   | 1981년 1월 4일                      | 매주 일요일 아침 9시 10분 ~ 9시 50분   | 40분       |
| KBS 1TV   | 1981년 2월 1일                      | 매주 일요일 저녁 5시 ~ 5시 50분        | 50분       |
| KBS 1TV   | 1981년 2월 8일 ~ 1981년 3월 15일    | 매주 일요일 저녁 5시 10분 ~ 6시        | 50분       |
| KBS 1TV   | 1981년 3월 29일 ~ 1981년 4월 5일    | 매주 일요일 저녁 5시 10분 ~ 6시        | 50분       |
| KBS 1TV   | 1981년 3월 22일                     | 매주 일요일 낮 4시 ~ 4시 50분          | 50분       |
| KBS 1TV   | 1981년 4월 26일 ~ 1981년 5월 17일   | 매주 일요일 낮 4시 ~ 4시 50분          | 50분       |
| KBS 1TV   | 1981년 4월 12일                     | 매주 일요일 낮 4시 30분 ~ 5시 40분     | 1시간 10분 |
| KBS 1TV   | 1981년 5월 24일 ~ 1981년 9월 6일    | 매주 일요일 낮 4시 10분 ~ 5시          | 50분       |
| KBS 1TV   | 1981년 6월 7일                      | 매주 일요일 낮 3시 10분 ~ 3시 55분     | 45분       |
| KBS 1TV   | 1981년 6월 28일                     | 매주 일요일 낮 3시 20분 ~ 4시 10분     | 50분       |
| KBS 2TV   | 1981년 9월 13일                     | 매주 일요일 낮 11시 30분 ~ 12시        | 30분       |
| KBS 2TV   | 1981년 9월 20일 ~ 1982년 3월 21일   | 매주 일요일 낮 11시 20분 ~ 12시        | 40분       |
| KBS 2TV   | 1982년 4월 4일 ~ 1982년 9월 19일    | 매주 일요일 낮 11시 20분 ~ 12시        | 40분       |
| KBS 2TV   | 1982년 3월 28일                     | 매주 일요일 낮 11시 20분 ~ 11시 50분   | 30분       |
| KBS 2TV   | 1982년 9월 26일                     | 매주 일요일 아침 10시 50분 ~ 11시 20분 | 30분       |
| KBS 2TV   | 1982년 10월 10일 ~ 1983년 2월 27일  | 매주 일요일 아침 10시 50분 ~ 11시 30분 | 40분       |
| KBS 2TV   | 1983년 3월 20일 ~ 1983년 3월 27일   | 매주 일요일 아침 10시 50분 ~ 11시 30분 | 40분       |
| KBS 2TV   | 1983년 3월 6일                      | 매주 일요일 낮 1시 20분 ~ 2시          | 40분       |
| KBS 2TV   | 1983년 3월 13일                     | 매주 일요일 아침 10시 50분 ~ 11시 40분 | 50분       |